# Модальность (философия)
Мода́льность (лат. modus — способ, вид) — способ, вид бытия или события; категории модальности: возможность, действительность, необходимость; модальный — обусловленный обстоятельствами; модальный анализ — исследование модальности; используется в логике, психологии, лингвистике, программировании, музыке и другом.
На стыке философии и программирования модальность чаще всего означает: элемент некоего конечного множества, или экземпляр некоего класса. Так, можно встретить выражения «модальности внутреннего опыта» (зрительная, слуховая и осязаемая).

модальность… ничего не прибавляет к содержанию суждения… а касается только значения связки по отношению к мышлению вообще
М. Н. Эпштейн предложил делить модальности на три вида:
- бытийные или онтические;
- познавательные или эпистемические;
- чистые или потенционные[2].